# 三本の矢 (小説)
『三本の矢』（さんぼんのや）は、榊東行の1998年の小説。

## 概要
日本の金融業界に関する政官財のトライアングル構造について大蔵省を舞台の中心として描いた作品。
時代設定は平成×年4月が中心になっている。作中で1997年（平成9年）末の金融危機（北海道拓殖銀行や山一證券の倒産など）が過去とされる一方で、2001年（平成13年）4月のペイオフ解禁を未来の予定としているため、時代設定は1998年（平成10年）以降から2000年（平成12年）以前と推測される。

## あらすじ
経営難が噂される日本不動産金融銀行について経営悪化を認める大蔵大臣の失言により金融パニックが日本全土に波及。大蔵省は対応策を策定すべく、緊急チームを編成し、事態収拾にあたろうとする。その一方で、大蔵大臣の答弁書が何者かによって差し替えられており、大蔵大臣の問題発言は作為的な陰謀であることが判明する。大蔵省の金融対応策について金融自由化を進めたい銀行局を中心とする四階組と護送船団方式を維持したい主計局を中心とする二階組とで対立して中々まとまらない。そんな中で大蔵官僚の紀村は中立派による官房長の指示で大臣答弁書を差し替えた犯人を探すという特命を受けることとなった。

## 登場人物

### 主な登場人物
紀村 隆之
大蔵省銀行局銀行課補佐。東京大学法学部在学中に司法試験に合格し、卒業した昭和×年に大蔵省入省。カリフォルニア大学バークレー校留学。フランス流エリート統治論者。大臣官房秘書課に最初に配属され、秘書課には計2年経験しており、国会議員の質問取りを初めてしたのは8年前だが、大蔵省に入省してから主計局暮らしが長く10年近く二階ポストを中心におり、周囲からは二階組の若手ホープとみなされているが、本人は省内の派閥抗争に関心はない。
早川 聡美
高田慶太郎衆議院議員政策秘書。東京大学法学部卒業後、プリンストン大学の行政大学院で修士号を修了。年齢は30歳を超えている。
東京大学時代に脇井と交際し、紀村とはゼミ仲間であった。

### 大蔵省

#### 四階組
大蔵省の金融部局畑を中心に経歴を重ねている大蔵官僚。経済学部出身者が多い。
中根 弘敏
大蔵省銀行局長。東京大学経済学部卒業。官庁エコノミストを気取っているが、現実主義者でもある。
大蔵大臣の失言後は事態を収拾するための臨時対応策を作成するグループのヘッドとして対応に当たる。官僚生活は30年に及び、林首相が官房長官時代に官房長官秘書官を担当していた。「金融財政研究会」会長。
佐々木 泰三
大蔵省銀行局総務課長。東京大学法学部卒業だが、四階組と目されている。普段は温厚な性格。大蔵大臣の失言後はマスコミ対応を担当するグループのヘッドとして対応に当た。
滝島 嶺雄
大蔵省銀行局銀行課長。東京大学経済学部卒業。大蔵大臣の失言後は事態を収拾するための臨時対応策を作成するグループの一員となった。中根局長を心酔している。入省は20数年前で、年次は萩原よりも10年以上も先輩。「金融財政研究会」会員。
大島 巌
大蔵省銀行局調査課長。大蔵大臣の失言後は事態を収拾するための臨時対応策を作成するグループの一員となった。ミシガン大学で経済学博士号を取得。「金融財政研究会」会員。
脇井 英司
大蔵省銀行局総務課筆頭補佐。東京大学経済学部を卒業し、シカゴ大学で経済学博士号を取得し、金融理論分野で相当の権威。アメリカ流自由主義経済論者だが、人間としての温かみのある人物。大蔵大臣の失言後は事態を収拾するための臨時対応策を作成するグループの一員となった。「金融財政研究会」会員。
田丸 伸一郎
大蔵省銀行局調査課補佐。大蔵大臣の失言後は事態を収拾するための臨時対応策を作成するグループの一員となった。東京大学経済学部卒業。「金融財政研究会」会員。
米山 良一
大蔵省国際金融局調査課補佐。東京大学経済学部を卒業し、カーネギーメロン大学で経済学博士号を取得。秀才だが、権力志向が強い人物。米山幹一とは縁戚関係はない。紀村と同期入省。「金融財政研究会」会員。
松井 順
大蔵省証券局総務課補佐。ノースウエスタン大学で経済学博士号を取得。「金融財政研究会」会員。
鈴木 晋
大蔵省証券局証券業務課補佐。「金融財政研究会」会員。

#### 中立派
梅野 直吉
大蔵省大臣官房長。その前は大蔵省総務審議官であった。東京大学法学部卒業。紀村に主計局主査への異動をさせ、大臣答弁書の差し替えをした犯人を探す特命事項を命じる。
高橋
大蔵省大臣官房秘書課長。紀村に主計局主査への異動をさせた表向きの人物。地方勤務を除けば金融部局にいたことはない。

#### 二階組
大蔵省の財政部局畑を中心に経歴を重ねている大蔵官僚。法学部出身者が多い。
鈴木 徹
大蔵事務次官。その前は大蔵省主計局長であった。東京大学法学部卒業。件の動金の経営状況に関する国会議員質問について、政界有力者の圧力で取り下げようとする案を却下し、大臣答弁については自ら内容を執筆した。大臣失言後に銀行局が作成している臨時対応策が金融自由化と省内の利害に反する内容の為、政務関係を理由に銀行局との交渉に顔を出さずに雲隠れしている。
藤井 真三
大蔵省主計局長。その前は大蔵省理財局長であった。東京大学法学部卒業。大臣失言後に銀行局が作成している臨時対応策が金融自由化と省内の利害に反する内容の為、政務関係を理由に銀行局との交渉に顔を出さずに雲隠れしている。
渡邊 哲朗
大蔵省総務審議官。その前は大蔵省主計局次長であった。東京大学法学部卒業。紀村が入省したての頃の直属の上司だった。
酒田 一
大蔵省銀行局審議官。東京大学法学部卒業。大蔵大臣の失言後は金融機関との連絡を担当するグループのヘッドとして対応に当たる。銀行局に在籍する二階組の中心人物として金融自由化を進めようとする銀行局の動きに警戒し、省内の様々な情報を収集して二階組の有利になりうるように動いている。
米山 幹一
大蔵省近畿財務局長。その前は大蔵省銀行局審議官であった。東京大学法学部卒業。大臣官房秘書課企画官として紀村の期の大蔵省キャリア官僚を採用した。米山良一とは縁戚関係はない。
萩原 耕平
大蔵省主計局総務課筆頭補佐。法学部卒業。金融部局にいたことがないため、金融行政に関わる専門用語にうとい。年齢は30歳後半。入省年次は滝島よりも10年以上も後輩。
前田
大蔵省主計局調査課補佐。東京大学法学部卒業。主計局きっての切れ者。紀村の1期後輩。
町田
駐アメリカ日本大使館公使。大蔵省からの出向。ワシントンにいる大蔵省二階組として米国の政界等に根回しを担当している。
光井
内閣総理大臣秘書官。大蔵省からの出向。主計局畑出身と目されている。

#### その他高級官僚
亀井
内閣参事官室副参事官。大蔵省からの出向。紀村の4期先輩。
元野
大蔵大臣秘書官。大臣の失言した日は大臣車が元野の家に寄らなかったため、予算委員会開始5分前に遅れて国会内の政府委員室に入った。

#### その他公務員
山下
大蔵省銀行局銀行課総括係長。東京大学経済学部卒という理由だけで秘書課の反対を押し切って、滝島による強い意向で配属された。紀村による評価は押し出しこそ弱いが、よく勉強して頑張っているとしている。大学の先輩にあたる脇井を尊敬している。
安田 敬二
大蔵省銀行局銀行課事務官。東京大学法学部在学中に司法試験や外交官試験に合格し、卒業後に国家公務員試験法律職1番で大蔵省に入省。本来なら大臣官房か主計局に配属される予定だったが、現実の危機に直面している部署である銀行局こそ優秀な若手が必要として紀村による強い意向で配属された。
村木 伸治
大蔵省大臣官房文書課事務官。東京大学法学部3年時に司法試験に合格し、卒業後に国家公務員試験法律職4番で大蔵省に入省。権力志向が強く、独善的で柔軟性に欠ける保守的な人物。
太田 直美
大蔵省国際金融局庶務係。取り立てて何と言うことはない純朴な女の子。
安井 信吉
大蔵省の用務員。用務員として10年以上働いている公務員。テレビを見ながら部屋を来訪した者を声だけで対応する等の職務怠慢な人物。

### 政界

#### 政治家
林
内閣総理大臣。与党日本創進党総裁。広島市が地元。日本創進党内きっての論客。
瑞田 寿男
大蔵大臣。金融行政について全くの素人だが、与党内の派閥論理だけで起用された。
人柄がよくて政敵もおらず、選挙区は無風区で次回選挙で引退予定。
円城 一義
与党日本創進党政審会長。青森県弘前市が地元。日本創進党のニューリーダーと目されている。農林族。
榎本 栄吾
与党日本創進党所属国会議員。高田の所属派閥領袖。高田の父親には世話になったと高田に語る。農林族。
鶴田 佑助
与党日本創進党政審大蔵部会長。地方議員からのたたき上げ。票に結びつかないことは全て無だと割り切ってる現実主義者。
高田 慶太郎
与党日本創進党政審大蔵部会金融小委員会長。富山市選出の衆議院議員。父親も政治家である二世議員。大蔵族の若手リーダーの一人で「金融政策勉強会」会長を務めている。お坊ちゃん育ちで普段はのんびりとしており、場をやわらげようとおどけた口調を時々する。
10年前は理想に燃えており理想をそのまま掲げて落選したが、その後は現実を甘受する姿勢を示して当選をするものの、些細な事では妥協しても肝心な時には頑張ろうと決めており、状況判断がしっかりして相当な実行力もある有能な人物。
佐野 亮一
与党日本創進党所属衆議院議員。都市部選出の新聞記者出身の若手。「金融政策勉強会」メンバー。日本創進党の中で最も急進的な発言をすることで知られているが、猪突猛進型と評されている。
大越 一平
野党民友党の衆議院議員。国会議員経験は20年近く。静岡市が地元。建設族。与党経験があり、物分かりがよく温厚な性格。

#### 政治家周辺
志方
高田慶太郎衆議院議員第一秘書。高田が父の代から秘書をしている老人。孫が通っている大学医学部の千万円単位の学費のために富山市民銀行に預金している。
土田
高田慶太郎衆議院議員第二秘書。高田の後援会副会長の息子。年齢は聡美の1つか2つ下。
下田 惣一
大越一平衆議院議員第一秘書。20年近く大越の秘書をしている老人。
箕田
内閣総理大臣秘書官。政務担当。聡美とは議員会館でよく顔を合わせてた仲。

### 金融業界

#### 日本不動産金融銀行
昭和30年代に設立されたが、ここ数年経営危機の噂が絶えず、数千億円の公的資金を受けている長期信用銀行。やや落ち目の中規模行とも表現されているが、過去に倒産した金融機関（北海道拓殖銀行等）と比べ桁違いに大きい金融機関。通称「動金」。
永井
日本不動産金融銀行頭取。金融行政経験に乏しいが、大蔵省のパイプに期待されていきなり頭取に起用された。30年大蔵官僚であった大蔵省OB。梅野の9年先輩。
浅川
日本不動産金融銀行副頭取。取り付け騒ぎの対応等は永井頭取に代わって取り仕切っている。
岸
日本不動産金融銀行副頭取。日本銀行OB。
後藤
日本不動産金融銀行常務。大蔵省との窓口役。将来の頭取候補。
高木
日本不動産金融銀行頭取秘書。永井頭取をお客様・よそ者と扱っており、取り付け騒ぎの混乱を永井頭取に事前に知らせていない。

#### 日本産業金融銀行
長期信用銀行の最大手であり、日本を代表とする大銀行。国家プロジェクトの融資を数多く請け負い、「天下国家銀行」を自称する。元々は明治期に設立された国策銀行が起源。通称「産金」。
千葉
日本産業金融銀行会長。大蔵省主計人脈との関係が深い。
黒田
日本産業金融銀行頭取。少数精鋭のアメリカ型投資銀行への転換を唱えるブティック派。
種谷
日本産業金融銀行副頭取。次期頭取の最有力候補。他銀行との合併による規模の拡大を主張するデパート派。
景浦 高俊
日本産業金融銀行秘書室長。1974年（昭和49年）に東京大学経済学部卒業。カーネギーメロン大学で経済学博士号を取得。現実と理論のギャップについては十分理解し、最新の経済理論を用いた金融システムの分析をユーモアを交えて講演できるエコノミストとして名が通っている人物。「金融財政研究会」幹事。
若田
日本産業金融銀行ニューヨーク支店長。企画部長から昇進した。常務以上の全体会議が帰国直後に中止になったことを受けて、大蔵省に挨拶訪問した。
近藤
日本産業金融銀行員。平成△年に横浜国立大学経済学部卒業。行内では目立った存在ではない人物。

### 外国
ディオン
アメリカ財務長官補首席代理（東アジア担当）。米日金融関係の内容について貧困なものしか講演をすることができない。
ギルマン
シカゴ大学経済学教授。ノーベル経済学賞受賞者。聡美のプリンストン大学時代の恩師として修士論文を指導した。

### その他
佐室 一生
未来研究所研究員。
紀村の高校時代の同級生。京都大学で理論生物学を専攻し、その後にアメリカのミシガン大学の大学院で経済学や社会心理学や電子工学等を勉強した。
言葉に物凄く厳格で時間等を細かい単位まで気にする奇人だが、理数面においては異様なほどの能力をもつ人物。
池島 晋吾
元大蔵事務次官。大蔵省主税局長時代に世論捜査と永田町対策で大型間接税を成立させた功績で大蔵事務次官に昇進した「世論操作の魔術師」。
三好 大介
業界紙「金融経済週報」ヴェテラン記者。年齢は50歳に届こうとする元学生闘士。
塚越 光郎
警察庁生活保安課警視正。
紀村の東京大学時代の同級生。推理小説好きが高じて警察官僚となった人物。警察官僚の観点から事実推理の重要点等を紀村にレクチャーする。
片倉
大蔵省の警備員。民間警備会社職員の老人であり、役人ずれはしていない。
田村 俊介
マクロ経済学・金融論において国際的権威の経済学者。「官庁には行くな、市場に入れ」が口癖。1989年（平成元年）に東京大学教授を60歳で定年退官した。

## その他
- 作中で東京証券取引所の市場第一部と市場第二部において金融株下落の場面で信用組合や信用金庫が信託銀行や第二地方銀行と同じように下落している描写や東京証券取引所において金融株下落の場面で第二地方銀行や信用組合の多くが株価ストップ安となっていることがNHKニュースで報道されている描写があるが、1998年当時は信用組合や信用金庫の出資証券（株式会社の株式に相当）が東京証券取引所に上場してた例がなかった。